# Championnat de Suède de hockey sur glace D4
La Hockeytvåan est le quatrième niveau de hockey sur glace en Suède. Les moins bonnes équipes de l'année sont reléguées en Division 3 et les meilleures sont promues en Hockeyettan.

## Équipes
Les équipes suivantes disputent la Hockeytvåan :
- AIK Härnösand
- Alfta GIF
- Alvesta SK
- Arvika HC
- Avesta BK
- Bolidens FFI
- Boro/Vetlanda
- Borås HC
- Brooklyn Tigers City
- Brunflo IK
- Burträsk HC
- Bålsta HC
- Bäcken HC
- Clemensnäs HC
- Fagersta AIK
- Falu IF
- Filipstads IF
- Flemingsbergs IK
- FoC Farsta
- Grästorps IK
- GSK Hockey
- Göta/Traneberg
- HA74
- Hallstahammars HK
- Hammarö HC
- Haninge Anchors
- HC Flyers
- Hedemora SK
- Hertsörinken IF
- Hovås HC
- IFK Hallsberg
- IFK Munkfors
- IFK Strömsund
- IFK Tumba
- Jonstorps IF
- Järfälla HC
- Järpens IF
- Kils AIK
- Kiruna City HF
- Kovlands IF
- Kramfors-Alliansen
- Kungälvs IK
- Lindefallets SK
- Linden Hockey
- LN91
- Lund Giants HC
- Malmbergets AIF
- Medle SK
- Mjölby HC
- Mölndal Hockey
- Nacka HK
- Njurunda SK
- Norsjö HC
- Nynäshamns IF
- Näldens IF
- Nässjö HC
- Olofströms IK
- Rimbo IF
- Sandvikens IK
- SK Iron
- Skedvi/Säter
- Smedjebacken HC
- Stenungsund HF
- StiL Hockey
- Strömsbro IF
- Sudrets HC
- Sunne IK
- Svegs IK
- Svenstaviks HK
- Söderhamn/Ljusne
- Sölvesborgs IK
- Tibro IK
- Trollhättans HC
- Töreboda HF
- Ulricehamns IF
- Valbo HC
- Viggbyholms IK
- Viking HC
- Vindelns HF
- Vänersborgs HC
- Värmdö HC
- Värnamo GIK
- Wings HC
- Åker/Strängnäs
- Åmåls SK
- Ånge IK
- Åstorps IK
- Överkalix IF